# چم چنگ
چم چنگ، روستایی از توابع شهرستان سامان در استان چهارمحال و بختیاری است. شغل اکثر مردم چم چنگ کشاورزی و دامداری است و مردم این خطه از ایران به شجاعت زبانزد خاص و عام هستند.

## جمعیت
این روستا در شهرستان سامان قرار دارد و براساس سرشماری مرکز آمار ایران در سال ۱۳۸۵، جمعیت آن ۱٬۴۵۵ نفر (۳۶۹خانوار) بوده است.